# Arboreto de Lynn R. Lowrey

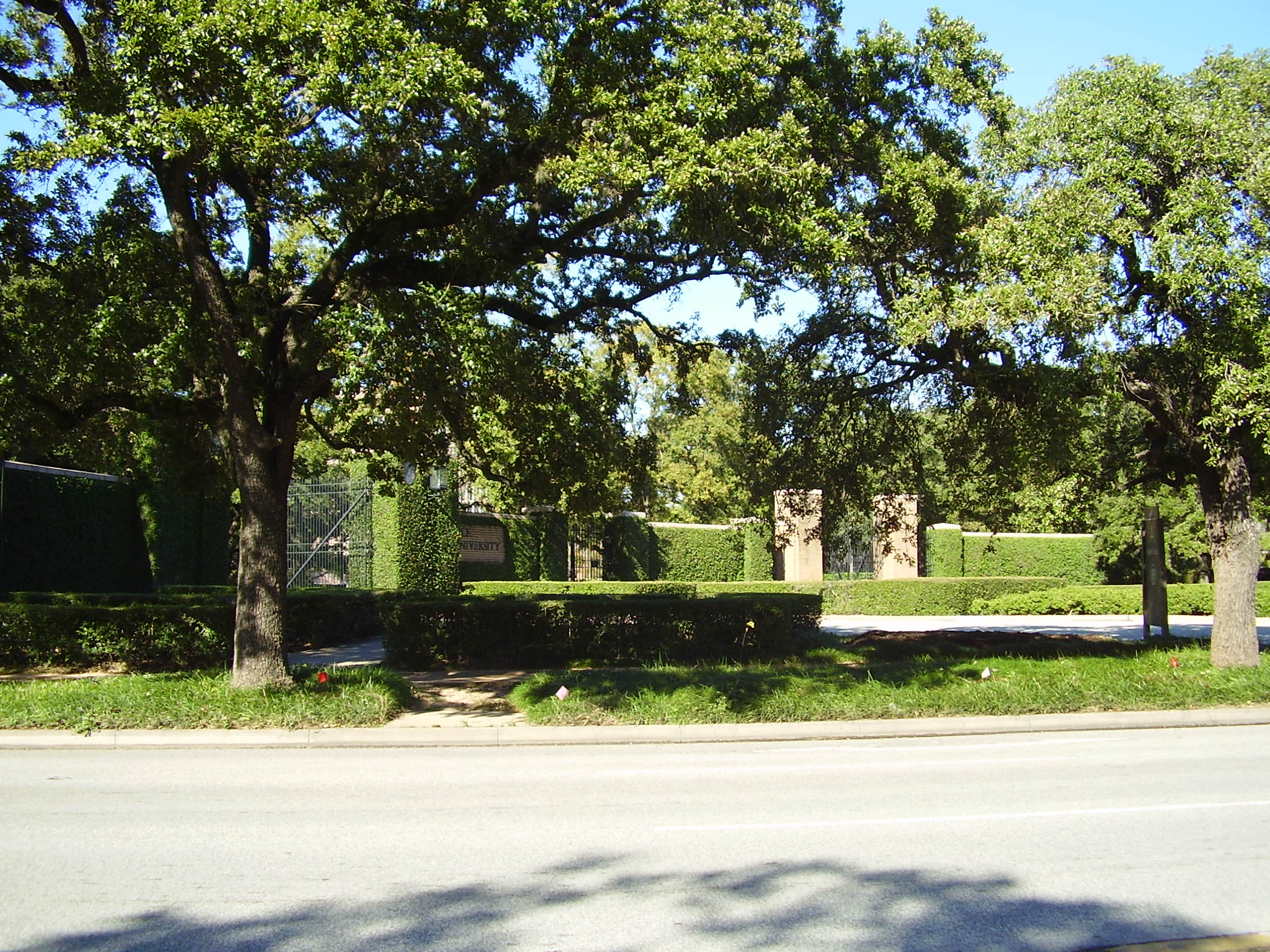
Entrada de la Universidad Rice.

El Arboreto Lynn R. Lowrey (en inglés : Lynn R. Lowrey Arboretum ), es un arboreto de 285 acres (1.15 km²) de extensión situado en todo el campus de la Universidad Rice en Houston, Texas, Estados Unidos.

## Localización
Lynn R. Lowrey Arboretum, Rice University, 6100 Main Street Houston, Harris County, Texas TX 77251 , United States of America.29°43′6.61″N 95°23′55.79″O / 29.7185028, -95.3988306
El jardín está abierto todos los días del año y la entrada es gratuita.

## Historia
El arboreto comenzó su andadura como un paisaje que al mismo tiempo era depósito de material vivo de plantas para los proyectos de las clases de la universidad.
El arboreto fue dedicado en 1999 en honor del horticultor Lynn R. Lowrey. Con esta ocasión se plantaron cinco árboles por dentro de la Puerta 6 del campus: dos robles blancos (Quercus alba), dos Chionanthus, y un swamp chestnut oak (Quercus michauxii).

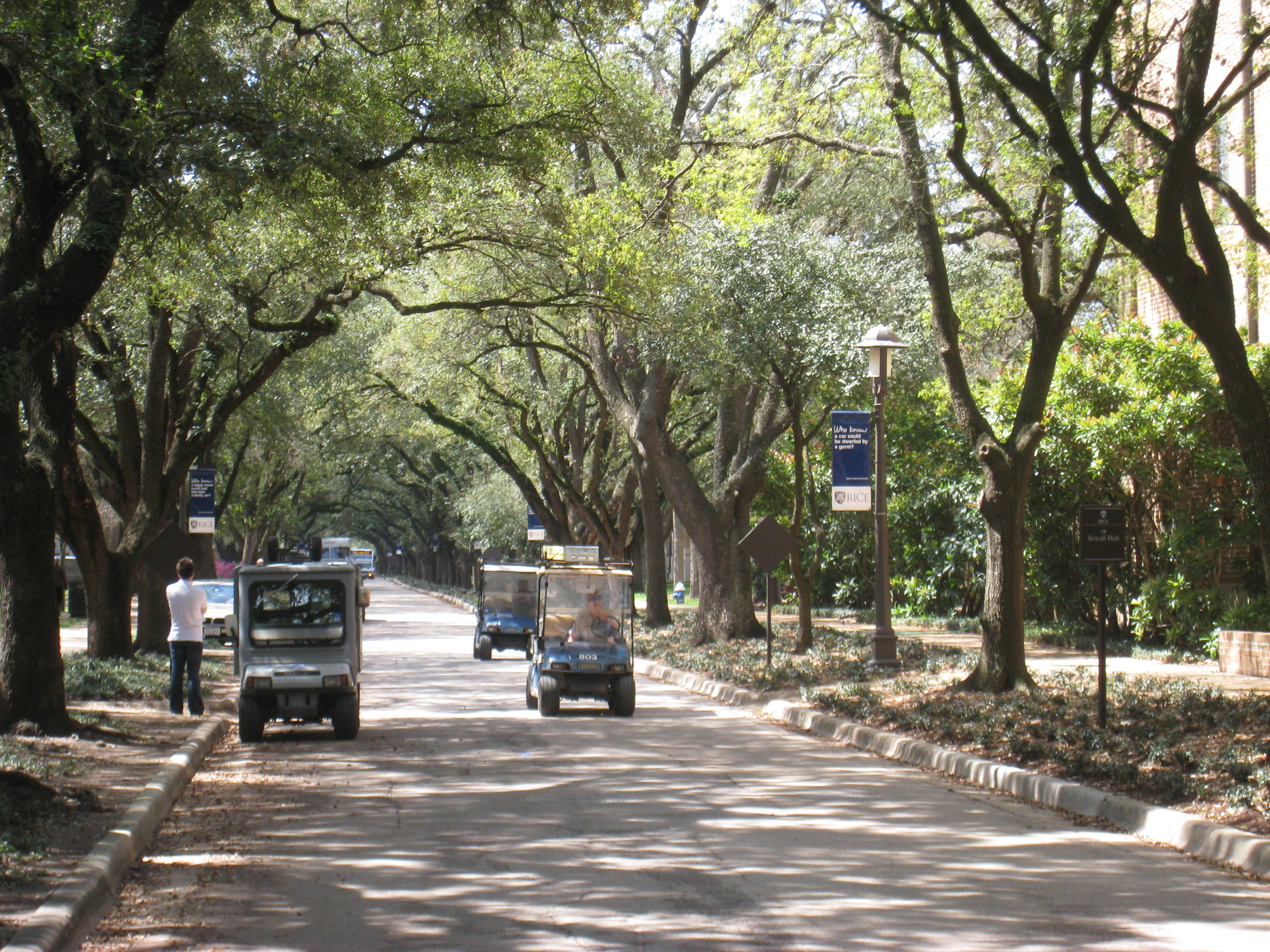
Lynn R. Lowrey Arboretum.

## Colecciones
El arboreto contiene más de 4,200 árboles y arbustos a lo largo de todo el campus, representando 88 especies de plantas leñosas en total, con unos 100 especímenes botánicos recolectados in situ. 
Además de las plantas nativas de Texas y del noreste de México, la colección está enfocada en los géneros con mayor cantidad de plantas leñosas de Norteamérica (específicamente robles, olmos, fresnos, pecana, aceres y pinos) o en plantas de un interés hortícola particular en la región. Cuando esté completado incluirá grandes árboles de sombra, árboles de pequeño porte, palmas, arbustos, plantas perennes y plantas acuáticas.
Representa un interés particular el árbol de Pershing, un árbol pacana plantado en 1920 por el General John Pershing, comandante de la « American Expeditionary Force » (Fuerza Expedicionaria Estadounidense) en la Primera Guerra Mundial.